# Malacoctenus africanus
Malacoctenus africanus is een straalvinnige vissensoort uit de familie van slijmvissen (Labrisomidae). De wetenschappelijke naam van de soort is voor het eerst geldig gepubliceerd in 1951 door Cadenat.